# Spermatogonium

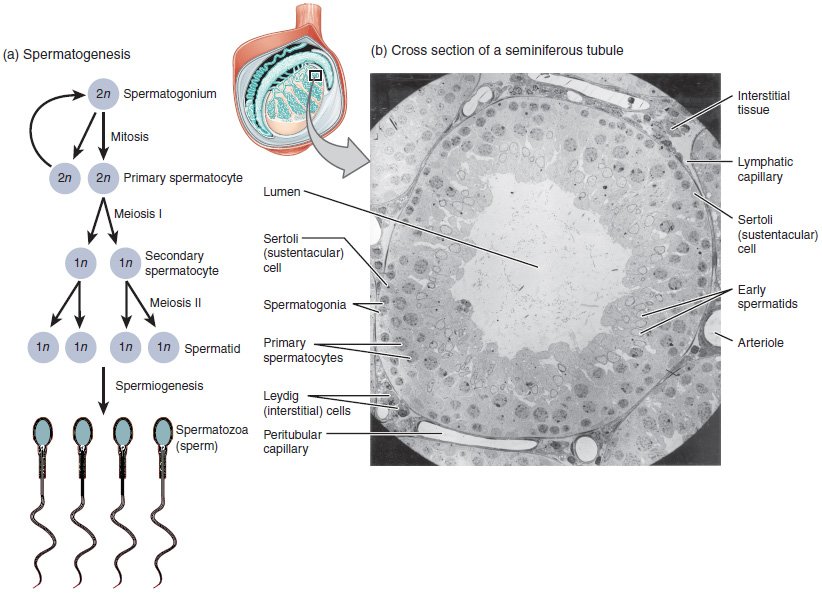
Spermatogenese naarmate de cellen zich ontwikkelen van spermatogonium, naar primaire spermatocyten, naar secundaire spermatocyten, naar spermatiden en naar zaadcel.

Een spermatogonium (meervoud: spermatogonia) is een ongedifferentieerde mannelijke kiemcel. Ongedifferentieerde cellen zijn cellen die in een ander celtype kunnen veranderen. Spermatogonia ondergaan spermatogenese om zo volwassen spermatozoa te vormen in de tubuli seminiferi van de testes.
Bij de mens zijn er drie subtypes van spermatogonia:
- Type A (donkere) cellen, met donkere celkernen. Deze cellen zijn reserve spermatogoniale stamcellen die meestal geen actieve mitose ondergaan.
- Type A (bleke) cellen, met lichte celkernen. Dit zijn de spermatogoniale stamcellen die actieve mitose ondergaan. Ze delen ook om Type B cellen te produceren.
- Type B cellen, die groei ondergaan en primaire spermatocyten worden.

## Geneesmiddelen tegen kanker
Kankermedicijnen zoals doxorubicine en vincristine kunnen mannelijke vruchtbaarheid negatief beïnvloeden door het DNA van proliferatieve spermatogoniale kiemcellen te beschadigen. Experimentele blootstelling van ongedifferentieerde spermatogonia van ratten aan doxorubicine en vincristine toonde aan dat deze cellen kunnen reageren op DNA-schade door hun expressie van DNA-herstelgenen te doen stijgen, en dat deze reactie waarschijnlijk deels voorkomt dat het DNA zijn streng verlaat. Bovenop deze DNA-herstelreactie kan blootstelling van spermatogonia aan doxorubicine geprogrammeerde celdood (apoptose) induceren.